# 被約環
数学の可換環論において、被約環（ひやくかん、英: reduced ring）とは、0でないベキ零元をもたない環のことである（ベキ零元とは何乗かすると0になる元のことである）。被約環は可換環論や代数幾何学で役割を果たす。可換環上の可換多元環は環として被約なとき被約多元環と呼ばれる。被約スキームとは茎が被約なスキームである。
この記事は可換環論に関するものである。とくに、環は単位元をもち可換なものを考える。環準同型は単位元を単位元に写す。詳細は可換環論を見られたい。

## 定義

### 被約環
環 R が被約であるとは、すべての r ∈ R に対して、
{\displaystyle r^{n}=0\iff r=0}
が成り立つときをいう。これは次と同値である。
- すべての r ∈ R に対して次が成り立つ：
{\displaystyle r^{2}=0\iff r=0.}
- 環のベキ零根基は零イデアルである：
{\displaystyle {\sqrt {(0)}}=(0).}

### 被約スキーム
スキーム {\displaystyle (X,{\mathcal {O}}_{X})} が被約であるとは、任意の開集合 {\displaystyle U\subset X} に対して環 {\displaystyle {\mathcal {O}}_{X}(U)} がベキ零元をもたないときをいう。これは次と同値である。すべての {\displaystyle x\in X} に対して局所環（茎）
{\displaystyle {\mathcal {R}}_{x}=\operatorname {lim} _{V\ni x}{\mathcal {F}}(V)}
が被約である。

## 性質
- 被約環の部分環、直積、局所化は被約である。
- 剰余環 R/I が被約であることと I が根基イデアルであることは同値である。
- R がネーター環のとき、次が成り立つ。
R が被約であることと、零イデアルの準素分解においてその成分として（極小）素イデアルのみ現れることは同値である。

- 被約性は局所的な性質である。すなわち：
環 R が被約であることと、すべての極大イデアル {\displaystyle {\mathfrak {m}}} に対して {\displaystyle R_{\mathfrak {m}}} が被約であることは同値である。

- スキームが整であることと、既約かつ被約であることは同値である。
- 正標数の可換環が被約であることとフロベニウス自己準同型が単射であることは同値である（cf. 完全体）。

## 例
- {\displaystyle \mathbb {Z} } や体上のすべての多項式環は被約である。
- 環 {\displaystyle R/{\sqrt {(0)}}} は被約である。
- すべての整域は被約である。逆は成り立たない。
- {\displaystyle \mathbb {Z} /6\mathbb {Z} } は被約であるが、{\displaystyle \mathbb {Z} /4\mathbb {Z} } はベキ零元 {\displaystyle 2+4\mathbb {Z} } をもつので被約でない。一般に、{\displaystyle \mathbb {Z} /n\mathbb {Z} } が被約であることと n が 0 または square-free な整数であることは同値である。
- 環 {\displaystyle K[X]/(X^{2})} は被約でない。ベキ零元 {\displaystyle X+(X^{2})} をもつからである。